# Rahatjoŭ
Rahatjoŭ (belarusiska: Рагачоў), även Rogatjov (ryska: Рогачёв), är en stad i östra Belarus. Den är huvudort i distriktet Rahatjoŭ rajon och är belägen i Homels voblast.